# باشگاه فوتبال هاکواه آمیدار رمت گن
هاکواه آمیدار رمت گن یک باشگاه فوتبال اسرائیلی از شهر رمت گن در اسرائیل است که در لیگ برتر فوتبال اسرائیل رقابت می‌کند. این باشگاه در سال ۱۹۵۹ تأسیس شده است.